# Gouvernement Rodríguez Ibarra VI
 Estrémadure
Ibarra V Fernández Vara I
Le gouvernement Rodríguez Ibarra VI est le gouvernement d'Estrémadure entre le 28 juin 2003 et le 2 juillet 2007, durant la VIe législature de l'Assemblée d'Estrémadure. Il est présidé par Juan Carlos Rodríguez Ibarra.

## Composition

### Initiale
| Fonction                                                       | Titulaire | Titulaire                      | Parti   |
| -------------------------------------------------------------- | --------- | ------------------------------ | ------- |
| Président de la Junte                                          |           | Juan Carlos Rodríguez Ibarra   | PSOE-Ex |
| Conseillère à la Présidence                                    |           | Casilda Gutiérrez Pérez        | PSOE-Ex |
| Conseiller à l'Agriculture et à l'Environnement                |           | José Luis Quintana Álvarez     | PSOE-Ex |
| Conseiller à l'Économie et au Travail Porte-parole de la Junte |           | Manuel Amigo Mateos            | PSOE-Ex |
| Conseillère à l'Équipement                                     |           | María Antonia Trujillo Rincón  | PSOE-Ex |
| Conseiller à l'Éducation, à la Science et à la Technologie     |           | Luis Millán Vázquez de Miguel  | PSOE-Ex |
| Conseiller à la Culture                                        |           | Francisco Muñoz Ramírez        | PSOE-Ex |
| Conseillère au Bien-être social                                |           | Leonor Flores Rabazo           | PSOE-Ex |
| Conseiller à la Santé et à la Consommation                     |           | Guillermo Fernández Vara       | PSOE-Ex |
| Conseiller au Développement rural                              |           | Francisco Javier López Iniesta | PSOE-Ex |
| Conseiller aux Finances et au Budget                           |           | José Martín Martín             | PSOE-Ex |

### Remaniement du18 avril 2004
- Les nouveaux conseillers sont indiqués en italique, ceux ayant changé d'attributions en italique.

| Fonction                                                   | Titulaire | Titulaire                      | Parti   |
| ---------------------------------------------------------- | --------- | ------------------------------ | ------- |
| Président de la Junte                                      |           | Juan Carlos Rodríguez Ibarra   | PSOE-Ex |
| Vice-président                                             |           | José Ignacio Sánchez Amor      | PSOE-Ex |
| Conseillère à la Présidence                                |           | Casilda Gutiérrez Pérez        | PSOE-Ex |
| Conseiller à l'Agriculture et à l'Environnement            |           | José Luis Quintana Álvarez     | PSOE-Ex |
| Conseiller à l'Économie et au Travail                      |           | Manuel Amigo Mateos            | PSOE-Ex |
| Conseillère à l'Équipement                                 |           | Leonor Martínez-Pereda Soto    | PSOE-Ex |
| Conseiller à l'Éducation, à la Science et à la Technologie |           | Luis Millán Vázquez de Miguel  | PSOE-Ex |
| Conseiller à la Culture                                    |           | Francisco Muñoz Ramírez        | PSOE-Ex |
| Conseillère au Bien-être social                            |           | Leonor Flores Rabazo           | PSOE-Ex |
| Conseiller à la Santé et à la Consommation                 |           | Guillermo Fernández Vara       | PSOE-Ex |
| Conseiller au Développement rural                          |           | Francisco Javier López Iniesta | PSOE-Ex |
| Conseiller aux Finances et au Budget                       |           | José Martín Martín             | PSOE-Ex |
| Conseillère porte-parole de la Junte                       |           | María Dolores Pallero Espadero | PSOE-Ex |

### Remaniement du11 janvier 2005
- Les nouveaux conseillers sont indiqués en italique, ceux ayant changé d'attributions en italique.

| Fonction                                                         | Titulaire | Titulaire                      | Parti   |
| ---------------------------------------------------------------- | --------- | ------------------------------ | ------- |
| Président de la Junte                                            |           | Juan Carlos Rodríguez Ibarra   | PSOE-Ex |
| Vice-président                                                   |           | José Ignacio Sánchez Amor      | PSOE-Ex |
| Conseillère à la Présidence                                      |           | Casilda Gutiérrez Pérez        | PSOE-Ex |
| Conseiller à l'Agriculture et à l'Environnement                  |           | José Luis Quintana Álvarez     | PSOE-Ex |
| Conseiller à l'Économie et au Travail                            |           | Manuel Amigo Mateos            | PSOE-Ex |
| Conseiller aux Infrastructures et au Développement technologique |           | Luis Millán Vázquez de Miguel  | PSOE-Ex |
| Conseillère à l'Éducation                                        |           | Eva María Pérez López          | PSOE-Ex |
| Conseiller à la Culture                                          |           | Francisco Muñoz Ramírez        | PSOE-Ex |
| Conseillère au Bien-être social                                  |           | Leonor Flores Rabazo           | PSOE-Ex |
| Conseiller à la Santé et à la Consommation                       |           | Guillermo Fernández Vara       | PSOE-Ex |
| Conseiller au Développement rural                                |           | Francisco Javier López Iniesta | PSOE-Ex |
| Conseiller aux Finances et au Budget                             |           | José Martín Martín             | PSOE-Ex |
| Conseillère porte-parole de la Junte                             |           | María Dolores Pallero Espadero | PSOE-Ex |